# 小堡螺
小堡螺（学名：Fossarus trochlearis）是小堡螺属的一种。小堡螺属舊屬小堡螺科，但現時小堡螺科已被降級成為芝麻螺科之下的一個亞科。

## 分布
主要分布于越南的慶和省及廣義市，還有台湾的東北角、綠島，常附生于砗磲贝足丝上。